# Jüdische Gemeinde Klingenmünster
Die jüdische Gemeinde Klingenmünster in Klingenmünster bestand bis zum Anfang des 20. Jahrhunderts. Sie gehörte zum Bezirksrabbinat Landau.

## Geschichte
Bereits im 14. Jahrhundert lebten Juden im Gebiet von Klingenmünster. Dies belegt eine Aufstellung über eingezogene Abgaben von in Klingenmünster ansässigen Juden von Raugraf Georg, der von 1304 bis 1309 das Amt des Landvogtes der Reichslandvogtei Speyergau innehatte. Erst 1550 werden wieder zwei jüdische Familien in Klingenmünster, die über einen Schutzbrief verfügten, erwähnt. Zur Gemeinde, die zum Bezirksrabbinat Landau gehörte, gehörten auch die Einwohner jüdischen Glaubens von Klingen und Pleisweiler (bis zur Auflösung der jüdischen Gemeinde in Pleisweiler 1901), obwohl in Pleisweiler ebenfalls eine Synagoge vorhanden war. Bis in die Mitte des 19. Jahrhunderts stieg die Zahl der Mitglieder der jüdischen Gemeinde an. Ab diesem Zeitpunkt nahm sie dann stetig ab. Anfang des 20. Jahrhunderts wurde die Gemeinde, ob ihrer geringen Mitgliederzahl, aufgelöst und die verbliebenen Einwohner gehörten ab diesem Zeitpunkt zur jüdischen Gemeinde Ingenheim. Berühmtester Sohn der Gemeinde Klingenmünster ist Michael Hahn, der 1839 mit seiner Familie im Alter von 19 Jahren in die Vereinigten Staaten emigrierte und von 1864 bis 1965 Gouverneur von Louisiana war. Die letzten zwei jüdischen Einwohner wurden im Oktober 1940 im Zuge der sogenannten Wagner-Bürckel-Aktion in das französische Internierungslager Gurs deportiert.

### Entwicklung der jüdischen Einwohnerzahl
| Jahr | Juden | Jüdische Familien | Bemerkung |
| ---- | ----- | ----------------- | --------- |
| 1550 |       | 2                 |           |
| 1722 |       | 3                 |           |
| 1743 |       | 4                 |           |
| 1808 | 44    |                   |           |
| 1823 | 43    |                   |           |
| 1847 | 56    | 11                |           |
| 1875 | 54    |                   |           |
| 1900 | 40    |                   |           |
| 1924 | 3     |                   |           |
| 1933 | 3     |                   |           |

Quelle: alemannia-judaica.de; jüdische-gemeinden.de

## Einrichtungen

### Synagoge
Die Synagoge befand sich in der Bachgasse (heutige Steinstraße 3). Sie wurde nach 1943 eingerichtet. Vermutlich um 1920 wurde die Synagoge verkauft und 1946 abgerissen.

### Mikwe
Eine  Mikwe existierte seit dem 18. Jahrhundert. Sie befand sich im Keller eines Privathauses. Der Standort des Hauses ist nicht bekannt. In einem Bericht von 1828 wird zwar der Name des Besitzers des Hauses, aber nicht der Standort genannt.

### Friedhof
Über einen eigenen Friedhof verfügte die Gemeinde nicht. Bis Ende des 17. Jahrhunderts wurde der  jüdische Friedhof in Annweiler und ab dann der jüdische Friedhof in Ingenheim für Bestattungen genutzt.

### Schule
Es existierte eine jüdische Religionsschule. Zeitweise war ein eigener Religionslehrer angestellt, der auch die Aufgaben des Vorbeters und Schochet innehatte.

## Opfer des Holocaust
Im Gedenkbuch – Opfer der Verfolgung der Juden unter der nationalsozialistischen Gewaltherrschaft 1933–1945 und in der Zentralen Datenbank der Namen der Holocaustopfer von Yad Vashem werden folgende Mitglieder der jüdischen Gemeinschaft Klingenmünster (die dort geboren wurden oder zeitweise lebten)  aufgeführt, die während der Zeit des Nationalsozialismus ermordet wurden:
| Name         | Vorname            | Todeszeitpunkt     | Alter     | Ort des Todes                 | Bemerkung | Quellen |
| ------------ | ------------------ | ------------------ | --------- | ----------------------------- | --- | --- |
| Levis        | Emil               | 20. September 1940 | 70 Jahre  | Tötungsanstalt Hartheim       | Deportation 1940 von Heil- und Pflegeanstalt Eglfing-Haar in die Tötungsanstalt Hartheim. | Yad Vashem (Datenbank, Datensatz Nr. 11574232) / Gedenkbuch für die Opfer der NS-Judenverfolgung in Deutschland            |
| Levy         | Alfred             | unbekannt          | unbekannt | Konzentrationslager Auschwitz | Vom 15. November 1938 bis 16. Dezember 1938 im KZ Dachau inhaftiert. Nach Frankreich emigriert. Deportation am 22. Oktober 1940. 1942 von Internierungslager Gurs in das Sammellager Drancy. Am 10. August Deportation ab Sammellager Drancy nach Konzentrationslager Auschwitz. | Yad Vashem (Datenbank, Datensatz Nr. 11574423 und 783427) / Gedenkbuch für die Opfer der NS-Judenverfolgung in Deutschland |
| Levy         | Gustav             | 14. Februar 1942   | 71 Jahre  | Internierungslager Gurs       | Vom 14. November 1938 bis 28. November 1939 im KZ Dachau inhaftiert. Deportation ab Klingenmünster am 22. Oktober 1940 nach Internierungslager Gurs. | Yad Vashem (Datenbank, Datensatz Nr. 11574894) / Gedenkbuch für die Opfer der NS-Judenverfolgung in Deutschland            |
| Seelenberger | Anna Mária (Maria) | 3. August 1940     | 54 Jahre  | Tötungsanstalt Grafeneck      | Deportation am 5. Juli 1940 von Heil- und Pflegeanstalt Günzburg nach Heil- und Pflegeanstalt Zwiefalten. Deportation ab Heil- und Pflegeanstalt Zwiefalten am 30. Juli 1940 nach Tötungsanstalt Grafeneck.                                                                      | Yad Vashem (Datenbank, Datensatz Nr. 11631505) / Gedenkbuch für die Opfer der NS-Judenverfolgung in Deutschland            |
| Vollmer      | Kilian             | unbekannt          | unbekannt | Tötungsanstalt Hartheim       | Deportation 1940 von Heil- und Pflegeanstalt Regensburg nach Heil- und Pflegeanstalt Eglfing-Haar. Deportation am 20. September 1940 nach Tötungsanstalt Hartheim. | Yad Vashem (Datenbank, Datensatz Nr. 11648851) / Gedenkbuch für die Opfer der NS-Judenverfolgung in Deutschland            |
| 1.           |                    |                    |           |                               | | |